# Santo António (Ponta Delgada)
Santo António is een plaats (freguesia) in de Portugese gemeente Ponta Delgada en telt 2004 inwoners (2001).